# 三毛草
三毛草（学名：Trisetum bifidum），为禾本科三毛草属下的一个植物种。